# Junkers J 2
Lo Junkers J 2, designazione Idflieg Junkers E.II, era un caccia monomotore ad ala media realizzato in piccola serie dall'azienda allora tedesco imperiale Junkers & Co. negli anni dieci del XX secolo.
Progettato da Hugo Junkers e sviluppo del precedente J 1 (E.I), pur avviato alla produzione rimase sostanzialmente un velivolo sperimentale.

## Storia del progetto
Dopo essere stata favorevolmente impressionata dalle potenzialità del J 1, nel gennaio 1916 l'Idflieg stipulò un contratto con Junkers per la fornitura di un nuovo modello basandosi su quell'esperienza. Le specifiche prevedevano un velivolo monomotore monoplano di costruzione interamente metallica ma che fosse in grado di avere una maggiore velocità di salita, principale problema imputato al suo predecessore. I sei esemplari previsti dal contratto assunsero la matricola aziendale progressiva dal E250/16 ad E255/16.
La produzione venne avviata nello stabilimento di Dessau, dove si costruivano scaldabagni (Dessauer Badeofenfabrik). Il prototipo, serie E250/16, riuscì ad essere completato in sei mesi, equipaggiato con un motore Mercedes D.II raffreddato a liquido in grado di esprimere una potenza pari a 120 PS (88 kW). Il velivolo venne trasferito e portato in volo per la prima volta, affidato ai comandi del pilota collaudatore e tenente della Luftstreitkräfte Mallinkrodt, l'11 luglio dello stesso anno dal campo di volo di Döberitz (Fliegerersatzabteilung 1 o FEA 1), nell'attuale comune tedesco di Dallgow-Döberitz, vicino a Berlino.
Le prove di volo confermarono che il velivolo era in grado di acquistare quota più velocemente, rispondendo positivamente a questa specifica assieme alla capacità di poter trasportare un adeguato carico bellico di 100 kg, tuttavia il modello non offriva ancora una soddisfacente manovrabilità ed esigeva almeno un'autonomia pari a 5 ore.
Per ovviare al problema i successivi cinque esemplari ricevettero una nuova motorizzazione, il più potente Mercedes D.III da 160 PS (118 kW) ma che manteneva la stessa architettura a sei cilindri in linea, ed adottarono anche una nuova ala dalle dimensioni leggermente superiori.
Il maggior peso del motore però influì negativamente sul carico utile che risultò dover essere eccessivamente ridotto per le esigenze del ruolo al quale era destinato. Non riuscendo a soddisfare interamente le specifiche l'Idflieg negò la possibilità di essere prodotto in serie ed il progetto fu abbandonato.